# Bayard (Nou Mèxic)
Bayard és una població dels Estats Units a l'estat de Nou Mèxic. Segons el cens del 2000 tenia 2.534 habitants.

## Demografia
Segons el cens del 2000, Bayard tenia 2.534 habitants, 970 habitatges, i 719 famílies. La densitat de població era de 1.124,6 habitants per km².
Dels 970 habitatges en un 34,3% hi vivien nens de menys de 18 anys, en un 51,1% hi vivien parelles casades, en un 18,5% dones solteres, i en un 25,8% no eren unitats familiars. En el 23,6% dels habitatges hi vivien persones soles el 13,4% de les quals corresponia a persones de 65 anys o més que vivien soles. El nombre mitjà de persones vivint en cada habitatge era de 2,61 i el nombre mitjà de persones que vivien en cada família era de 3,07.
Per edats la població es repartia de la següent manera: un 29,2% tenia menys de 18 anys, un 8,5% entre 18 i 24, un 22,1% entre 25 i 44, un 23,3% de 45 a 60 i un 16,9% 65 anys o més.
L'edat mediana era de 37 anys. Per cada 100 dones de 18 o més anys hi havia 83 homes.
La renda mediana per habitatge era de 21.957 $ i la renda mediana per família de 27.632 $. Els homes tenien una renda mediana de 30.200 $ mentre que les dones 17.132 $. La renda per capita de la població era d'11.066 $. Aproximadament el 19,7% de les famílies i el 24,1% de la població estaven per davall del llindar de pobresa.

## Poblacions més properes
El següent diagrama mostra les poblacions més properes.